# Julia Stierli
Julia Stierli (ur. 3 kwietnia 1997 w Muri) – szwajcarska piłkarka, występująca na pozycji obrończyni w niemieckim klubie SC Freiburg oraz w reprezentacji Szwajcarii. Uczestniczka Mistrzostw Świata 2023 oraz Mistrzostw Europy 2022 i 2025.

## Statystyki

### Klubowe
Na podstawie:
| Klub        | Sezonów | Liga                 | Liga  | Liga   | Puchar krajowy | Puchar krajowy | Kontynentalne | Kontynentalne | Suma  | Suma   |
| Klub        | Sezonów | Liga                 | Mecze | Bramki | Mecze          | Bramki         | Mecze         | Bramki        | Mecze | Bramki |
| ----------- | ------- | -------------------- | ----- | ------ | -------------- | -------------- | ------------- | ------------- | ----- | ------ |
| FC Aarau    | 1       | Women's Super League | ?     | ?      | 2              | 0              | –             | –             | 15    | 1      |
| FC Zürich   | 10      | Women's Super League | 174   | 23     | 44             | 6              | 38            | 5             |       |        |
| SC Freiburg | 1       | Bundesliga           | 20    | 0      | 2              | 0              | –             | –             | 36    | 0      |
|             | Łącznie | Łącznie              | 194   | 23     | 48             | 6              | 38            | 5             | 280   | 34     |

### Reprezentacyjne
Na podstawie:
| Gole w reprezentacji | Gole w reprezentacji | Gole w reprezentacji | Gole w reprezentacji | Gole w reprezentacji | Gole w reprezentacji | Gole w reprezentacji | Gole w reprezentacji |
| Lp.                  | Data                 | Miasto               | Przeciwnik           | Wynik                | Gole                 | Inne                 | Rozgrywki            |
| -------------------- | -------------------- | -------------------- | -------------------- | -------------------- | -------------------- | -------------------- | -------------------- |
| 1.                   | 21.02.2023           | Marbella             | Polska               | 1:1 (0:0)            | 78'                  |                      | mecz towarzyski      |

## Sukcesy
Na podstawie:

### Klubowe
- Mistrzyni Szwajcarii 2014/15, 2015/16, 2017/18, 2018/19, 2021/22, 2022/23
- Puchar Szwajcarii 2014/15, 2015/16, 2017/18, 2018/19, 2021/22